# Авиакатастрофа в Эресунне
Авиакатастрофа в Эресунне произошла 16 июля 1960 в датском городе Эресунн. В 15:38 по копенгагенскому времени самолёт de Havilland Dragon Rapide с бортовым номером OY-DZY, на котором летели на матч игроки сборной Дании по футболу, разбился в 50 метрах от побережья. Пилот по причине плохих погодных условий потерял контроль над самолётом. В результате авиакатастрофы погибли все 8 пассажиров. Пилот чудом выжил, но остался инвалидом, потеряв ногу.

## Футболисты
На самолёте летели восемь футболистов сборной Дании, готовившиеся бороться за место в составе олимпийской команды, которая должна выступить на Олимпийских играх в Риме. Они летели на матч в Хеннинге. Из них трое уже предварительно отобраны в состав, пятеро из второй и молодёжной сборных, готовившиеся к последней возможности повлиять на мнение тренерского состава. Все игроки были любителями (т.е. у них была другая основная профессия), поскольку профессиональный футбол в Дании почти не поддерживался, а выступления за иностранные клубы грозили игрокам запретом призыва в сборную Дании. На борту были следующие игроки:
| Имя                    | Возраст | Команда    | Игры                            | Амплуа                 | Работа                       | Примечания                    |
| ---------------------- | ------- | ---------- | ------------------------------- | ---------------------- | ---------------------------- | ----------------------------- |
| Пер Функ Йенсен        | 21      | Копенгаген | 4                               | Вратарь                | Мясник                       | Отобран в олимпийскую сборную |
| Эрик Пондаль Йенсен    | 29      | Академиск  | 20                              | Полузащитник           | Инженер                      | Резервист олимпийской сборной |
| Курт Крамер            | 21      | Копенгаген | 0 (8 в молодёжной, 1 во второй) | Фланговый полузащитник | Студент педагогического вуза |                               |
| Сёрен Андерсен         | 23      | Фрем       | 0                               | Нападающий             | Работник склада              |                               |
| Бёрге Бастхольм Ларсен | 29      | Кёге       | 11                              | Защитник               | Таможенник                   | Отобран в олимпийскую сборную |
| Арне Карлсен           | 20      | Копенгаген | 3                               | Центральный защитник   | Кузнец                       | Отобран в олимпийскую сборную |
| Иб Эскильдсен          | 19      | Фрем       | 0 (игрок мол. сборной)          | Нападающий             | Механик                      |                               |
| Эрлинг Спальк          | 19      | Икаст      | 0                               | Центральный защитник   | Солдат (призывник)           |                               |

Выжил только пилот Сиг Винделов, которого рыбаки обнаружили среди обломков самолёта. Также был жив Пер Функ Йенсен, однако по пути в больницу он умер.
На тот же матч второй самолёт собирался доставить ещё четверых игроков: Эрика Дюреборга, Ханса Кристиана Андерсена, Бента Йоргенсена и Бьярне Эклунда, игроков молодёжной сборной. Незадолго до этого Дюреборга за отвратительное поведение сняли со злополучного рейса, это спасло молодому игроку жизнь.

## Последствия
После катастрофы Датский футбольный союз обсуждал снятие датской сборной с Олимпийского турнира, но потом отказался. Старания датчан не были напрасными: они завоевали серебряные медали Олимпийских игр, уступив только сильной и титулованной команде Югославии.